# Premio Seiun
Il premio Seiun (星雲賞?, Seiun shō, "premio Nebulosa") è un premio giapponese conferito annualmente alle migliori opere fantasy e fantascientifiche pubblicate nel mondo durante l'anno precedente a quello di consegna dell'onorificenza. Il premio è nato nel 1970 e fin dai primi anni ha riconosciuto dignità artistica anche ad altri media che non sia strettamente il libro, dedicandosi anche a fumetti, videogiochi e media in generale. Sono contemplate solo le opere finite, quindi nel caso di un fumetto seriale questo non può venir giudicato e premiato finché non giunge a conclusione.
I vincitori del premio vengono votati dai partecipanti all'annuale Nihon SF taikai (日本SF大会? Convention di SF giapponese), evento a cui il premio è direttamente collegato. Nonostante "seiun" voglia dire "nebulosa", il premio non ha nessun collegamento con l'omonimo statunitense, ma piuttosto deriva dal nome della prima rivista di fantascienza giapponese, Seiun (星雲?) appunto, che uscì nel 1954 e fallì dopo il solo primo numero a causa delle pochissime copie vendute.

## Categorie
- Miglior romanzo giapponese (日本長編部門, Nihon chōhen bumon)
- Miglior racconto giapponese (日本短編部門, Nihon tanpen bumon)
- Miglior romanzo straniero (海外長編部門, Kaigai chōhen bumon)
- Miglior racconto straniero (海外短編部門, Kaigai tanpen bumon)
- Miglior media (メディア部門, Media bumon)
- Miglior fumetto (コミック部門, Comic bumon); dal 1978
- Miglior artista (アート部門, Art bumon); dal 1979
- Miglior saggio (ノンフィクション部門, Non-fiction bumon); dal 1985
- Categoria libera (自由部門, Jiyū bumon); dal 2002

## Premi

### Miglior romanzo giapponese
- Periodo 1970~1994

| Edizione | Anno | Titolo                                                             | Autore            |
| -------- | ---- | ------------------------------------------------------------------ | ----------------- |
| I        | 1970 | Reichōrui minami he (霊長類南へ)                                   | Yasutaka Tsutsui  |
| II       | 1971 | Tsugu no wa dareka? (継ぐのは誰か?)                                | Sakyō Komatsu     |
| III      | 1972 | Ishi no ketsumyaku (石の血脈)                                      | Ryō Hanmura       |
| IV       | 1973 | Kagami no kuni no Alice (鏡の国のアリス)                           | Tadashi Hirose    |
| V        | 1974 | Nihon chinbotsu (日本沈没)                                         | Sakyō Komatsu     |
| VI       | 1975 | Ore no chi wa tanin no chi (おれの血は他人の血)                    | Yasutaka Tsutsui  |
| VII      | 1976 | Nanase futatabi (七瀬ふたたび)                                     | Yasutaka Tsutsui  |
| VIII     | 1977 | Saikoro tokkōtai (サイコロ特攻隊)                                  | Musashi Kanbe     |
| IX       | 1978 | Chikyū - Seishin bunseki kiroku (地球・精神分析記録)               | Masaki Yamada     |
| X        | 1979 | Shōmetsu no kōrin (消滅の光輪)                                     | Taku Mayumura     |
| XI       | 1980 | Hōseki dorobō (宝石泥棒)                                           | Masaki Yamada     |
| XII      | 1981 | Kaseijin senshi (火星人先史)                                       | Chiaki Kawamata   |
| XIII     | 1982 | Kirikirijin (吉里吉里人)                                           | Hisashi Inoue     |
| XIV      | 1983 | Sayonara Jupiter (さよならジュピター)                              | Sakyō Komatsu     |
| XV       | 1984 | Teki wa kaizoku - Kaizokuban (敵は海賊・海賊版)                    | Chōhei Kambayashi |
| XVI      | 1985 | Sentō yōsei - Yukikaze (戦闘妖精・雪風)                            | Chōhei Kambayashi |
| XVII     | 1986 | Dirty Pair no dai gyakuten (ダーティペアの大逆転)                  | Haruka Takachiho  |
| XVIII    | 1987 | Prism (プリズム)                                                   | Chōhei Kambayashi |
| XIX      | 1988 | Legend of the Galactic Heroes (銀河英雄伝説?, Ginga eiyū densetsu) | Yoshiki Tanaka    |
| XX       | 1989 | Babylon Wave (バビロニア・ウェーブ)                                | Akira Hori        |
| XXI      | 1990 | Jōgen no tsuki wo taberu shishi (上弦の月を喰べる獅子)             | Baku Yumemakura   |
| XXII     | 1991 | Hybrid Child (ハイブリット・チャイルド)                            | Mariko Ōhara      |
| XXIII    | 1992 | Merusasu no shōnen (メルサスの少年)                                | Hiroe Suga        |
| XXIV     | 1993 | Venus City (ヴィーナス・シティ)                                    | Gorō Masaki       |
| XXV      | 1994 | Owari naki sakuteki (終わりなき索敵)                               | Kōshū Tani        |

- Periodo 1995~oggi

| Edizione | Anno | Titolo vincitore                                                | Autore vincitore           | Candidati |
| -------- | ---- | --------------------------------------------------------------- | -------------------------- | --- |
| XXVI     | 1995 | Kishin heidan (機神兵団)                                        | Masaki Yamada              | Fuyumi Ono, Tōkyō ibun (東京異聞) Saori Kumi, Shinju tachi (真珠たち) Kōshū Tani, Ten wo koeru tabibito (天を越える旅人) Junya Yokota, Taisei Shin (大聖神) Yumi Matsuo, Black Angel (ブラック・エンジェル) Ryō Hanmura, Kokū ō no hihō (虚空王の秘宝) Chōhei Kambayashi, Gen tsubo (言壷) |
| XXVII    | 1996 | Hikishio no toki (引き潮のとき)                                 | Taku Mayumura              | Natsuhiko Kyōgoku, Mōryō no kushige (魍魎の匣) Hideaki Sena, Parasite Eve (パラサイト・イブ) Jin Kusakami, Ai no furikake (愛のふりかけ) Katsufumi Umehara, Soliton no akuma (ソリトンの悪魔) Fumio Takano, Musica Machina (ムジカ・マキーナ) Kaoru Kitamura, Skip (スキップ) Chōhei Kambayashi, Tamashii no kudō tai (魂の駆動体)                                                                                 |
| XXVIII   | 1997 | Seikai no monshō (星界の紋章)                                   | Hiroyuki Morioka           | Kiyoshi Kasai, Musoko no ō (無底の王) Ōhara Mariko, Arcaic States (アルカイック・ステイツ) Baku Yumemakura, Nehan no ō (涅槃の王) Yasuhiko Nishizawa, Jinkaku teni no satsujin (人格転移の殺人) Yumehito Inoue, Power Off (パワー・オフ) Fumio Tanaka, Nezumi mai (鼠舞) Miyzuki Miyabe, Gamō tei jiken (蒲生邸事件)                                                                                               |
| XXIX     | 1998 | Teki wa kaizoku - A-kyū no teki (敵は海賊・A級の敵)             | Chōhei Kambayashi          | Chōhei Kambayashi, Light Jean no isan (ライトジーンの遺産) Toshihiko Yasaku, A-Ja-Pan (あ・じゃ・ぱん) Riku Onda, Hikari no teikoku - Jōno monogatari (光の帝国 常野物語) Takushi Nakai, Left Hand (レフトハンド) Hideaki Sena, Brain Valley Fumio Takano, Kakū no ōkoku (架空の王国) Setsuko Shinoda, Saitō ka no kakudantō (斉藤家の核弾頭)                                                                      |
| XXX      | 1999 | Suisei kari (彗星狩り)                                          | Yūichi Sasamoto            | Hiroto Kawabata, Natsu no Rocket (夏のロケット) Miyuki Miyabe, Cross Fire (クロスファイア) Kōshū Tani, Eriko (エリコ) Kōhei Kadono, Boogiepop Phantom Fuyumi Ono, Shiki (屍鬼) Yōsuke Kuroda, Sayōnara mahō shōjo Pretty Samy (さようなら魔法少女プリティサミー) Fumio Takano, Vasurafu (ヴァスラフ) |
| XXXI     | 2000 | Good Luck, sentō yōsei・Yukikaze (グッドラック、戦闘妖精・雪風) | Chōhei Kambayashi          | Shingo Fujisaki, Crystal Silence (クリスタルサイレンス) Motoko Arai, Tigris to Euphrates (チグリスとユーフラテス) Kan Akiyama, Peripetia no fukuin (ペリペティアの福音) Saori Kumi, Dragon Fame (ドラゴンファーム) Tetsuya Tanaka, Yaminabe no inbō (やみなべの陰謀) Noriko Ogiwara, Nishi no yoki majo (西の善き魔女) Hōsuke Nojiri, Watashi to tsuki ni tsukiatte (私と月につきあって)                           |
| XXXII    | 2001 | Eien no mori - Hakubutsukan wakusei (永遠の森 博物館惑星)       | Hiroe Kan                  | Mizuhito Akiyama, Neko no chikyūgi (猫の地球儀) Eiichi Ikegami, Lequios (レキオス) Takao Iwamoto, Nue hime shinwa (鵺姫真話) Riku Onda, Tsuki no uragawa (月の裏側) Kōhei Kadono, Bokura wa kokū ni yoru wo miru (ぼくらは虚空に夜を見る) Hideaki Sena, Hachigatsu no hakubutsukan (八月の博物館) Hōsuke Nojiri, Piniel no furiko - Ginga hakubutsu shi 1 (ピニェルの振り子 銀河博物誌1)                           |
| XXXIII   | 2002 | Fuwafuwa no izumi (ふわふわの泉)                                | Hōsuke Nojiri              | Taizō Kobayashi, ΑΩ Chōhei Kambayashi, Eikyū kikan sōchi (永久帰還装置) Yūsaku Kitano, Kame-kun (かめくん) Hideyuki Furuhashi, Samurai Lensman (サムライレンズマン) Jin Kusakami, Star Handler (スター・ハンドラー) Hikari Okuizumi, Chōrui gakusha no Fantasia (鳥類学者のファンタジア) Yuki Taniguchi, Dog Fight (ドッグファイト) Ryōtarō Yoshikawa, Perrault The Cat (ペロー・ザ・キャット)                     |
| XXXIV    | 2003 | Taiyō no sandatsu sha (太陽の簒奪者)                            | Hōsuke Nojiri              | Hideaki Sena, Ashita no Robot (あしたのロボット) Hirotaka Tobi, Grand Vacance (グラン・ヴァカンス) Gorō Masaki, Shadow Orchid (シャドウ・オーキッド) Yūsaku Kitano, Doo natsu (どーなつ) Riku Onda, Romeo to Romeo wa eien ni (ロミオとロミオは永遠に) Ichimizu Ogawa, Gunjō shinden (群青神殿) Kazuma Shinjō, Hoshi no, Babel (星の、バベル) Tō Ubukata, Madoromi no Sephirot (微睡みのセフィロト)                |
| XXXV     | 2004 | Dai roku tairiku (第六大陸)                                     | Issui Ogawa                | Mizuhito Akiyama, Elijah no sora, UFO no natsu (イリヤの空、UFOの夏) Ichimizu Ogawa, Michibiki no hoshi (導きの星) Tō Ubukata, Mardock Scramble (マルドゥック・スクランブル) Jōji Hayashi, Kioku osen (記憶汚染) Hiroshi Yamamoto, Kami wa chinmoku sezu (神は沈黙せず) Hirofumi Tanaka, Bōkyaku no fune ni nagare wa hikari (忘却の船に流れは光)                                                                  |
| XXXVI    | 2005 | ARIEL (ARIEL)                                                   | Yūichi Sasamoto            | Takuma Kageyama, Sōkyū no yari (蒼穹の槍) Chōhei Kambayashi, Hada no shita (膚の下) Ichimizu Ogawa, Fukkatsu no chi (復活の地) Hiroshi Arikawa, Sora no naka (空の中) Hiroshi Sakurazaka, All You Need Is Kill (All You Need Is Kill) Baku Yumemakura, Shamon kūkai tō no kuni nite oni to utage su (沙門空海唐の国にて鬼と宴す) Kōshū Tani, Pandora (パンドラ) Hikari Okuizumi, Shin・Chitei ryōko (新・地底旅行) |
| XXXVII   | 2006 | Summer/Time/Traveler (サマー/タイム/トラベラー)                 | Kazuma Shinjō              | Shingo Fujisaki, Haidunan (ハイドゥナン) Hideaki Sena, Descartes no misshitsu (デカルトの密室) Masaki Yamada, Kami kari 2 - Ripper (神狩り2 リッパー) Eiichi Ikegami, Shangri La (シャングリ・ラ) Tomihiko Morimi, Yojōhan shinwa taikei (四畳半神話大系) |
| XXXVIII  | 2007 | Nippon chinbotsu dai ni bu (日本沈没 第二部)                    | Sakyō Komatsu e Kōshū Tani | Ichimizu Ogawa, Tengai no toride (天涯の砦) Tō Ubukata, Mardock Velocity (マルドゥック・ヴェロシティ) Hiroshi Yamamoto, Ai no monogatari (アイの物語) Hiroshi Arikawa, Toshokan sensō (図書館戦争) |
| XXXIX    | 2008 | Toshokan sensō (図書館戦争?)                                    | Hiro Arikawa               | |
| XL       | 2009 | <harmony/> (ハーモニー)                                         | Keikaku Itō                | |
| XLI      | 2010 | Guin Saga (グイン・サーガ)                                      | Kaoru Kurimoto             | |
| XLII     | 2011 | Kyonen wa ii toshi ni narudarou (去年はいい年になるだろう)      | Hiroshi Yamamoto           | |
| XLIII    | 2012 | Tengoku to jigoku (天獄と地国)                                  | Yasumi Kobayashi           | |
|          | 2013 | L'impero dei cadaveri                                           | Keikaku Itō e Toh Enjoe    | |
|          | 2014 | Kororogi-dake kara Jupiter Trojan e                             | Issui Ogawa                | |
|          | 2015 | Orbital Cloud                                                   | Taiyō Fujii                | |
|          | 2016 | Onshū Seiiki                                                    | Shinji Kajio               | |
|          | 2017 | Ultraman F                                                      | Yasumi Kobayashi           | |
|          | 2018 | Ato ha No to Nare Yamatonadeshiko                               | Yūsuke Miyauchi            | |
|          | 2019 | Reigōkin                                                        | Hirotaka Tobi              | |
|          | 2020 | Tenmei no Shirube series                                        | Issui Ogawa                | |
|          | 2021 | Seikei Izumo no Heitan                                          | Jōji Hayashi               | |
|          | 2022 | Tsuki to Raika to Nosuferatu                                    | Keisuke Makino             | |
|          | 2022 | Man Kind                                                        | Taiyō Fujii                | |

### Miglior media
| Edizione | Anno | Titolo                                                                                     | Autore                              | Tipo di media    |
| -------- | ---- | ------------------------------------------------------------------------------------------ | ----------------------------------- | ---------------- |
| I        | 1970 | Il prigioniero                                                                             | Patrick McGoohan e George Markstein | serie TV         |
| I        | 1970 | I due mondi di Charly                                                                      | Ralph Nelson                        | film             |
| II       | 1971 | UFO                                                                                        | Gerry Anderson                      | serie TV         |
| III      | 1972 | Andromeda                                                                                  | Robert Wise                         | film             |
| IV       | 1973 | Arancia meccanica                                                                          | Stanley Kubrick                     | film             |
| V        | 1974 | 2022: i sopravvissuti                                                                      | Richard Fleischer                   | film             |
| VI       | 1975 | Star Blazers (宇宙戦艦ヤマト)                                                              | Leiji Matsumoto                     | serie TV animata |
| VII      | 1976 | Star (スタア)                                                                              | Tsuneari Fukuda                     | opera teatrale   |
| VIII     | 1977 | (non assegnato)                                                                            | (non assegnato)                     | (non assegnato)  |
| IX       | 1978 | Solaris                                                                                    | Andrej Tarkovskij                   | film             |
| X        | 1979 | Guerre Stellari: IV Una nuova speranza                                                     | George Lucas                        | film             |
| XI       | 1980 | Alien                                                                                      | Ridley Scott                        | film             |
| XII      | 1981 | Guerre Stellari: V L'Impero colpisce ancora                                                | Irvin Kershner                      | film             |
| XIII     | 1982 | (non assegnato)                                                                            | (non assegnato)                     | (non assegnato)  |
| XIV      | 1983 | Blade Runner                                                                               | Ridley Scott                        | film             |
| XV       | 1984 | The Dark Crystal                                                                           | Jim Henson e Frank Oz               | film             |
| XVI      | 1985 | Nausicaä della Valle del vento (風の谷のナウシカ)                                          | Hayao Miyazaki                      | film             |
| XVII     | 1986 | Ritorno al futuro                                                                          | Robert Zemeckis                     | film             |
| XVIII    | 1987 | Brazil                                                                                     | Terry Gilliam                       | film             |
| XIX      | 1988 | Le ali di Honneamise (王立宇宙軍 オネアミスの翼)                                           | Hiroyuki Yamaga                     | film             |
| XX       | 1989 | Tonari no Totoro (となりのトトロ)                                                          | Hayao Miyazaki                      | film             |
| XXI      | 1990 | Punta al Top! GunBuster (トップをねらえ!)                                                  | Hideaki Anno                        | OAV              |
| XXII     | 1991 | Ginga uchū Odyssey (銀河宇宙オデッセイ)                                                    | NHK                                 | programma TV     |
| XXIII    | 1992 | Terminator 2 - Il giorno del giudizio                                                      | James Cameron                       | film             |
| XXIV     | 1993 | Mama wa shōgaku 4 nensei (ママは小学４年生)                                                | Shuji Iuchi                         | serie animata    |
| XXV      | 1994 | Jurassic Park                                                                              | Steven Spielberg                    | film             |
| XXVI     | 1995 | Zeiram 2 (ゼイラム2)                                                                       | Keita Amemiya                       | film             |
| XXVII    | 1996 | Gamera - Daikaijū kuchu kessen (ガメラ 大怪獣空中決戦)                                     | Shūsuke Kaneko                      | film             |
| XXVIII   | 1997 | Gamera 2 - Legion shūrai (ガメラ2 レギオン襲来)                                            | Shūsuke Kaneko                      | film             |
| XXIX     | 1998 | Ultraman Tiga (ウルトラマンティガ)                                                         | Tsuburaya Productions               | serie TV         |
| XXX      | 1999 | Mobile Battleship Nadesico the Movie - Il principe delle tenebre (機動戦艦ナデシコ 劇場版) | Tatsuo Sato                         | film             |
| XXXI     | 2000 | Cowboy Bebop (カウボーイビバップ)                                                          | Shinichirō Watanabe                 | serie animata    |
| XXXII    | 2001 | Gunparade March (高機動幻想ガンパレード・マーチ)                                           | Alfa System                         | videogioco       |
| XXXIII   | 2002 | Kamen Rider Kūga (仮面ライダークウガ)                                                      | Shotaro Ishimori                    | serie TV         |
| XXXIV    | 2003 | La voce delle stelle (ほしのこえ)                                                          | Makoto Shinkai                      | OAV              |
| XXXV     | 2004 | Il Signore degli Anelli - Le due torri                                                     | Peter Jackson                       | film             |
| XXXVI    | 2005 | Planetes (プラネテス)                                                                      | Gorō Taniguchi                      | serie animata    |
| XXXVII   | 2006 | Tokusō sentai Dekaranger (特捜戦隊デカレンジャー)                                          | Toei Company                        | serie TV         |
| XXXVIII  | 2007 | La ragazza che saltava nel tempo (時をかける少女)                                          | Mamoru Hosoda                       | film             |
| XXXIX    | 2008 | Dennō Coil (電脳コイル)                                                                    | Mitsuo Iso                          | serie animata    |
| XL       | 2009 | Macross Frontier (マクロスF)                                                               | Shōji Kawamori                      | serie animata    |
| XLI      | 2010 | Summer Wars (サマーウォーズ)                                                               | Mamoru Hosoda                       | film             |
|          | 2011 | District 9                                                                                 |                                     | film             |
|          | 2012 | Puella Magi Madoka Magica                                                                  |                                     | serie animata    |
|          | 2013 | Minisuka Pairētsu                                                                          |                                     | serie animata    |
|          | 2014 | Pacific Rim                                                                                |                                     | film             |
|          | 2015 | Space Battleship Yamato 2199: Odyssey of the Celestial Ark                                 |                                     | film animato     |
|          | 2016 | Girls und Panzer der Film                                                                  |                                     | film animato     |
|          | 2017 | Shin Godzilla                                                                              |                                     | film             |
|          | 2018 | Kemono Friends                                                                             |                                     | serie animata    |
|          | 2019 | SSSS.Gridman                                                                               |                                     | serie animata    |
|          | 2020 | Astra - Lost in Space                                                                      |                                     | serie animata    |
|          | 2021 | Ultraman Z                                                                                 |                                     | serie TV         |
|          | 2022 | Godzilla - Punto di singolarità                                                            |                                     | serie animata    |

### Miglior fumetto
- Periodo 1978~1994

| Edizione | Anno | Titolo                                       | Autore           |
| -------- | ---- | -------------------------------------------- | ---------------- |
| IX       | 1978 | Verso la Terra... (地球へ… ?, Terra e...)    | Keiko Takemiya   |
| X        | 1979 | Fujōri nikki (不条理日記)                    | Hideo Azuma      |
| XI       | 1980 | Star Red (スター・レッド)                    | Moto Hagio       |
| XII      | 1981 | Densetsu (伝説)                              | Waka Mizuki      |
| XIII     | 1982 | Kibun wa mō sensō (気分はもう戦争)           | Katsuhiro Ōtomo  |
| XIV      | 1983 | Gin no sankaku (銀の三角)                    | Moto Hagio       |
| XV       | 1984 | Domu (童夢)                                  | Katsuhiro Ōtomo  |
| XVI      | 1985 | X+Y (X+Y)                                    | Moto Hagio       |
| XVII     | 1986 | Appleseed (アップルシード)                   | Masamune Shirow  |
| XVIII    | 1987 | Lamù (うる星やつら)                          | Rumiko Takahashi |
| XIX      | 1988 | Kyūkyoku chōjin R (究極超人あ〜る)           | Masami Yūki      |
| XX       | 1989 | Il bosco della sirena (人魚の森)             | Rumiko Takahashi |
| XXI      | 1990 | So What? (So What?)                          | Megumi Wakatsuki |
| XXII     | 1991 | Uchū daizakka (宇宙大雑貨)                   | Eiji Yokoyama    |
| XXIII    | 1992 | Yamataika (ヤマタイカ)                       | Yukinobu Hoshino |
| XXIV     | 1993 | OZ (OZ)                                      | Natsumi Itsuki   |
| XXV      | 1994 | Gran Lover monogatari (グラン・ローヴァ物語) | Kyōko Shitō      |
| XXV      | 1994 | DAI-HONYA (DAI-HONYA)                        | Miki Tori        |

- Periodo 1995~oggi

| Edizione | Anno | Titolo vincitore                                               | Autore vincitore              | Candidati |
| -------- | ---- | -------------------------------------------------------------- | ----------------------------- | --- |
| XXVI     | 1995 | Nausicaä della Valle del vento (風の谷のナウシカ)              | Hayao Miyazaki                | Saki Hiwatari, Proteggi la mia Terra (ぼくの地球を守って) Miki Tori, Lea Masters (レア・マスターズ) Shō Akechi, Captain Cosmic (キャプテン・コズミック) Tomoko Sasaki, Dōbutsu no o Isha-san (動物のお医者さん) Kōichiro Yasunaga, Kaitei jinrui Anchovy (海底人類アンチョビー) Yūichi Hasegawa, Maps (マップス) Miki Tori, Tōku he ikitai (遠くへいきたい) |
| XXVII    | 1996 | Kiseiju - L'ospite indesiderato (寄生獣)                       | Hitoshi Iwaaki                | Tatsuki Nōda, Garakuta ya man futo (がらくた屋まん太) Yukito Kishiro, Alita l'angelo della battaglia (銃夢) Hideo Azuma, Ginga hōrō (銀河放浪) Kazumi Tōjō, Kuroi Tulip (黒いチューリップ) Akira Toriyama, Dragon Ball (ドラゴンボール) Yasuyuki Ōno, Lotis Naaja (ローティス・なあじゃ) Takanobu Toda, Wakusei wo tsugu mono (惑星をつぐ者) |
| XXVIII   | 1997 | Ushio e Tora (うしおととら)                                    | Kazuhiro Fujita               | Takehiko Itō, Uchū eiyū monogatari (宇宙英雄物語) Yukinobu Hoshino, Horobi shi shishitachi no umi (滅びし獣たちの海) Yoshinori Kobayashi, Jigen bōken ki (次元冒険記) Jirō Okazaki, After 0 (アフター0) Masahiro Shibata, Toki onna densetsu kura daruma (斎女伝説クラダルマ) Rumiko Takahashi, Ranma ½ (らんま½) Kaiji Kawaguchi, Chinmoku no kantai (沈黙の艦隊) |
| XXIX     | 1998 | SF taishō (SF大将)                                             | Miki Tori                     | Naoe Kita, Sora no teikoku (空の帝国) AA. VV., X-Men - L'era di Apocalisse (Age of Apocalypse) Kenji Tsuruta, Spirit of Wonder (Spirit of Wonder) Kyōko Shitō, Orisurūto no gin no sae (オリスルートの銀の小枝) Yoshiyuki Tomino e Yūichi Hasegawa, Crossbone Gundam (機動戦士クロスボーン・ガンダム) Gaasan, Time skip Ran (たいむskipラン) Yukinobu Hoshino, Blue World (ブルーワールド) |
| XXX      | 1999 | Runna hime hōrōki (ルンナ姫放浪記)                             | Eiji Yokoyama                 | Yasuhiro Makino, Magica Pretty Sammy (魔法少女プリティサミー) Mizuki Tachibana e Rinko Sakura, JANE - Cheiron no ashiato (JANE ケイロンの足跡) Shinohara Itō, Haruka Refrain (はるかリフレイン) Tony Takezaki, Kishiwada hakase no kagaku teki aijō (岸和田博士の科学的愛情) Hiroshi Tachibana, Moshikashite Vamp (もしかしてヴァンプ) Yōkihi, Shōjo no kyūtai (少女の球体) Shinpei Itō, Tōkyō bakuhatsu musume (東京爆発娘)                                                                       |
| XXXI     | 2000 | Itihāsa (イティハーサ)                                         | Waka Mizuki                   | Chiimei Batō, Break-Age (ブレイク-エイジ) Takashi Shiina, Mikami Agenzia Acchiappafantasmi (GS美神 極楽大作戦!!) Hitoshi Tomizawa, Alien 9 (エイリアン9) Hiroki Ugawa, Standard Blue (スタンダード・ブルー) Yoshitō Asari, Wahhaman (ワッハマン) Yoshitō Asari, Natsu no rocket (なつのロケット) Jirō Okazaki, Kokuritsu hakubutsukan monogatari (国立博物館物語) |
| XXXII    | 2001 | Card Captor Sakura (カードキャプターさくら)                    | CLAMP                         | Hideo Azuma, Alien eri (エイリアン永理) Atsuko Ishida, Karakuri henka akari Mix! (からくり変化あかりミックス!) Riichi Ueshiba, Discommunication (ディスコミュニケーション) Shio Satō, Majutsu-shi sagashi (魔術師さがし) Ryu Fujisaki, Hoshin engi (仙界伝 封神演義) Minetarō Mochizuki, Dragon Head (ドラゴンヘッド) Miyuki Yamaguchi, Inshō Rose (印象ローズ) Yoshihiro Yamada, Dokyōboshi (度胸星) Eiji Yokoyama, Dejitaru shōgakkō nikki (でじたる小学校日記)                                  |
| XXXIII   | 2002 | Planetes (プラネテス)                                          | Makoto Yukimura               | Rosuke Nishikawa, SF/Feti Snatcher (SF/フェチ・スナッチャー) Tatsuki Nōda, Omakase! Peace denkiten (おまかせ!ピース電器店) Masamune Shirow, Ghost in the Shell 2: ManMachine Interface (攻殻機動隊: 2 ManMachine Interface) Shō Akechi, Shinigami no wakusei (死神の惑星) Izumi Takemoto, Tekipaki Working Love (てきぱきワーキンラブ) Yoshitoshi ABe, NieA 7 (NieA_7) Toshiko Endō, Heaven (ヘヴン) Yoshitō Asari, Hosōde sanjōki (細腕三畳紀) Hitoshi Tomizawa, Milk Closet (ミルククローゼット) |
| XXXIV    | 2003 | CHRONO EYES (クロノアイズ)                                     | Yūichi Hasegawa               | Tony Takezaki, SPACE PINCHY (SPACE PINCHY) Akimi Yoshida, Yasha (夜叉) Jirō Okazaki, After 0 (アフター0) CLAMP, Chobits (ちょびっツ) Miki Tori e Kansei Takita, THE LAST BOOK MAN (THE LAST BOOK MAN) Masaya Hokazono, Inugami (犬神) Shin Takahashi, Lei, l'arma finale (最終兵器彼女) |
| XXXV     | 2004 | Kanata kara (來自遠方?)                                        | Kyōko Hikawa                  | Hirohiko Araki, Le bizzarre avventure di JoJo (ジョジョの奇妙な冒険) Masaya Hokazono, Ruka to ita natsu (迷失之夏) Hajime Yamamura, Embryon Road (エンブリヲン・ロード) Yūichi Hasegawa, CHRONO EYES GLANCER (クロノアイズ・グランサー) Kōichiro Yonemura, STREGA! (STREGA!) Natsumi Itsuki, Jū ō sei (獣王星) |
| XXXVI    | 2005 | Bremen II (ブレーメンII)                                       | Izumi Kawahara                | Katsumi Michihara, serie JOKER gaiden (JOKER外伝) Yukinobu Hoshino, Moon Lost (ムーン・ロスト) Takashi Shiina, Zettai karen Children (絶対可憐チルドレン) Daisuke Nishijama, Ōson sensō (凹村戦争) Kenichi Sonoda, Cannon God Exaxxion (砲神エグザクソン) Yutaka Tanaka, AI-REN (愛人 [AI-REN]) |
| XXXVII   | 2006 | Onmyōji (陰陽師)                                               | Reiko Okano e Baku Yumemakura | Ryosuke Nishikawa, Yaban no en Masahiko Nakahira, Hakaima sadamitsu (破壊魔定光) Yūji Iwahara, Ibara no ō (いばらの王) Reiko Shimizu, La principessa splendente (輝夜姫) |
| XXXVIII  | 2007 | Yokohama kaidashi kikō (ヨコハマ買い出し紀行)                  | Hitoshi Ashinano              | Tsugumi Ōba e Takeshi Obata, Death Note (DEATH NOTE) Nobuhiro Watsuki, Il guerriero alchemico (武装錬金) Kazuhiro Fujita, Karakuri Circus (からくりサーカス) Seika Nakayama, Alfheim no kishi (妖精国（アルフヘイム）の騎士) |
| XXXIX    | 2008 | 20th Century Boys e 21st Century Boys (20世紀少年, 21世紀少年) | Naoki Urasawa                 | Natsumi Itsuki, Demon Sacred (デーモン聖典（サクリード）) Natsuki Takaya, Fruits Basket (フルーツバスケット) Kazuhiro Fujita, Jagan wa gachirin ni tobu (邪眼は月輪に飛ぶ) Miki Tori, Jiji neta Kazutaka Akiyoshi, Sōgetsu miko (草月巫女) |
| XL       | 2009 | Trigun Maximum (トライガン・マキシマム)                        | Yasuhiro Nightow              | |
| XLI      | 2010 | Pluto                                                          | Naoki Urasawa, Osamu Tezuka   | |
| XLII     | 2011 | Fullmetal Alchemist                                            | Hiromu Arakawa                | |
| XLIII    | 2012 | Gundam Origini                                                 | Yoshikazu Yasuhiko            | |
| XLIV     | 2013 | Hoshi wo tsugu mono                                            | Yukinobu Hoshino              | |
| XLV      | 2014 | Narue no sekai                                                 | Tomohiro Marukawa             | |
| XLVI     | 2015 | Moyasimon                                                      | Masayuki Ishikawa             | |
| XLVII    | 2016 | Knights of Sidonia                                             | Tsutomu Nihei                 | |
| XLVIII   | 2017 | Kochira Katsushika-ku Kameari kōen-mae hashutsujo              | Osamu Akimoto                 | |
|          | 2018 | Eppur... la città si muove!                                    | Masakazu Ishiguro             | |
|          | 2019 | L'ultimo viaggio delle ragazze                                 | Tsukumizu                     | |
|          | 2020 | Babylon made wa Nankōnen?                                      | Seiman Douman                 | |
|          | 2020 | Batman Ninja                                                   | Masato Hisa                   | |
|          | 2021 | Hōzuki no Reitetsu                                             | Natsumi Eguchi                | |
|          | 2021 | Kimi o Shinasenai tame no Storia                               | Toriko Gin                    | |
|          | 2022 | Zettai karen children                                          | Takashi Shiina                | |

### Miglior artista
- 1979 - Naoyuki Kato
- 1980 - Noriyoshi Ourai
- 1981 - Yoshikazu Yasuhiko
- 1982 - Shusei Nagaoka
- 1983 - Yoshitaka Amano
- 1984 - Yoshitaka Amano
- 1985 - Yoshitaka Amano
- 1986 - Yoshitaka Amano
- 1987 - Michiaki Satou
- 1988 - Jun Suemi
- 1989 - Hiroyuki Kato & Keisuke Gotou
- 1990 - Katsumi Michihara
- 1991 - Eiji Yokoyama
- 1992 - Masamune Shirow
- 1993 - Keinojō Mizutama
- 1994 - Hitoshi Yoneda
- 1995 - Keinojō Mizutama
- 1996 - Akihiro Yamada
- 1997 - Yuji Kaida
- 1998 - Shigeru Mizuki
- 1999 - Takami Akai
- 2000 - Kenji Tsuruta
- 2001 - Kenji Tsuruta
- 2002 - Katsuya Terada
- 2003 - Makoto Shinkai
- 2004 - Daisuke Nishijima
- 2005 - Makoto Shinkai
- 2006 - Range Murata
- 2007 - Yoshitaka Amano
- 2008 - Naoyuki Kato
- 2009 - Naoyuki Kato
- 2010 - Naoyuki Kato
- 2011 - Naoyuki Kato
- 2012 - Naohiro Washio
- 2013 - Kenji Tsuruta
- 2014 - Naoyuki Kato
- 2015 - Keinojō Mizutama
- 2016 - Noriyoshi Ohrai
- 2017 - Naoyuki Kato
- 2018 - Noriko Nagano
- 2019 - Naoyuki Kato
- 2020 - Yūko Shiraishi
- 2021 - Yūko Shiraishi
- 2022 - Naoyuki Kato

### Premi speciali
Possono essere assegnati premi speciali che non vengono votati, sono stati assegnati postumi (tranne Uchūjin) a chi si è contraddistinto nel contribuire al fandom giapponese di fantascienza.
- 1980 - Motoichirō Takebe, artista
- 1982 - Uchūjin, fanzine giapponese di fantascienza
- 1989 - Osamu Tezuka, fumettista
- 2005 - Tetsu Yano, traduttore e autore
- 2007 - Yoshihiro Yonezawa, critico di manga, autore, co-fondatore e presidente del Comiket
- 2008 - Kōichirō Noda (Masahiro Noda), traduttore e autore
- 2010 - Takumi Shibano (Rei Kozumi), traduttore e autore
- 2011 - Sakyo Komatsu, autore